# Cryptophagus dentatus
Cryptophagus dentatus är en skalbaggsart som först beskrevs av Herbst 1793.  Cryptophagus dentatus ingår i släktet Cryptophagus, och familjen fuktbaggar. Enligt den finländska rödlistan är arten nationellt utdöd i Finland. Arten är reproducerande i Sverige. Artens livsmiljö är byggnader.